# Fininvest
Fininvest S.p.A. es uno de los grupos financieros más importantes de Italia, presidida desde 2005 por Marina Berlusconi.

## Historia

### Antecedentes
La compañía Fininvest se fundó formalmente en 1978 en Milán, por el empresario Silvio Berlusconi, aunque la actividad de este magnate italiano se remonta a 1961 con actividades empresarianes en el sector de la construcción . Hacia 1977 Berlusconi adquiere importantes participaciones en la Società Europea di Edizioni (que controla el periódico Il Giornale) y un año después pone en funcionamiento el canal de TV Telemilano y adquiere el Teatro Manzoni.

### Fininvest
En 1978 nace Fininvest, bajo control de Berlusconi, que un año después funda Reteitalia y la compañía publicitaria Publitalia '80 para mantener el mercado televisivo de la cada vez más asentada Telemilano.

### Las televisiones yMediaset
En 1980 Telemilano se convierte en el Canale 5; el grupo se expande y adquiere Italia 1 (1983) y Rete 4 (1984) además del semanario ‘’TV Sorrisi e Canzoni’’ (una de las publicaciones más importantes de Italia sobre espectáculos y televisión). En 1986 Silvio Berlusconi funda La Cinq, primera cadena de TV privada gratuita en Francia (la emisora se clausuró en 1992) , en 1988 Tele 5 en Alemania (que también deja de existir en 1992) y en 1990 Telecinco en España
En 1996 Fininvest escinde las actividades televisivas del resto y funda Mediaset, en la que confluye la gestión de sus canales terrestres.

### Otras actividades
En 1986 Silvio Berlusconi adquiere el club de fútbol Associazione Calcio Milan y en 1988 Fininvest se hace con el control de uno de los mayores distribuidores comerciales de Italia: Standa (cedida en 1997) y en 1991 entra en el mundo editorial al adquirir la editorial Mondadori y en 1995 en la producción y distribución cinematográfica con Medusa_Film. 

## Participaciones
- MFE-MediaForEurope (50%) – Televisiva
- Gruppo Mondadori (53,3%) – Editorial
- Gruppo Mediolanum (30%) – Finanzas
- Teatro Manzoni Milán (100%) – Ocio
- Monza (100%) – Club